# Cleonymus ulmi
Cleonymus ulmi är en stekelart som beskrevs av Yang 1996. Cleonymus ulmi ingår i släktet Cleonymus och familjen puppglanssteklar. Inga underarter finns listade i Catalogue of Life.